# Rasa del Coscoll
La Rasa del Coscoll és un torrent afluent per l'esquerra de la Riera de Gargallà que neix al terme municipal de Montmajor (Berguedà) però transcorre en la seva pràctica totalitat pel terme municipal de Navès (Solsonès).

## Descripció
Neix a 863 msnm. al vessant meridional del Serrat de la Cinta. Durant to el seu curs manté la direcció predominant cap al sud. Just abans d'entrar al terme municipal de Navès passa per sota el Serrat Alt. Més al sud, la seva riba dreta passa a tocar de la masia de Cortielles i ja a prop de la seva confluència amb la Riera de Gargallà deixa a llevant el poble de Pegueroles. Desguassa a 587 msnm. al sud de la masia de Serrabadal.

## Termes municipals per on transcorre
Des del seu naixement, la Rasa del Coscoll passa successivament pels següents termes municipals.
|                                          | Longitud (en m.) | % del recorregut |
| ---------------------------------------- | ---------------- | ---------------- |
| Per l'interior del municipi de Montmajor | 513              | 12,59%           |
| Per l'interior del municipi de Navès     | 3.562            | 87,41%           |

## Xarxa hidrogràfica
La xarxa hidrogràfica de la Rasa del Colcoll està integrada per un total de 3 cursos fluvials. D'aquests, 2 són subsidiaris de 1r nivell. La totalitat de la xarxa suma una longitud de 4.666 m.
Pel que fa a la seva distribució per municipis, pel terme municipal de Navès n'hi transcorren 4.153 metres i pel de Montmajor, 513 metres.